# Opolski Festiwal Skoków 2006
I Opolski Festiwal Skoków – 1. edycja zawodów lekkoatletycznych, która odbyła się 26 września 2006 roku na Stadionie Gwardia w Opolu. Zawodnicy brali udział w konkurencji skoku wzwyż.
Honorowy patronat nad imprezą objęli:
- Minister sportu Tomasz Lipiec
- Marszałek Województwa Opolskiego Józef Sebesta
- Prezydent Miasta Opola Ryszard Zembaczyński

## Wyniki
| Konkurencja         | 1. miejsce     | Wynik  | 2. miejsce         | Wynik  | 3. miejsce          | Wynik  |
| Skok wzwyż mężczyzn | Michał Bieniek | 2,32 m | Sylwester Bednarek | 2,22 m | Mirosław Grudziecki | 2,10 m |
| Skok wzwyż kobiet   | Anna Ksok      | 1,90 m | Urszula Domel      | 1,82 m | Justyna Kasprzycka  | 1,78 m |